# ريتشارد لاندون
ريتشارد لاندون (بالإنجليزية: Richard Landon)‏ هو لاعب كرة قدم بريطاني في مركز الهجوم، ولد في 22 مارس 1970 في وورثينغ ‏ في المملكة المتحدة. لعب مع ستوكبورت كونتي وماكليسفيلد تاون ونادي أثرستون تاون ونادي ألترينتشام ونادي بليموث أرجايل ونادي روذرهام يونايتد ونادي هدنسفورد تاون.

## وصلات خارجية
- ريتشارد لاندون على موقع قاعدة بيانات كرة القدم.إي يو (الإنجليزية)
- ريتشارد لاندون على موقع Soccerbase.com (لاعب) (الإنجليزية)